# 西銚子町
西銚子町（にしちょうしまち）は、千葉県海上郡に存在した町。現在の銚子市の、銚子駅 - 松岸駅の沿線に位置していた。

## 地理
- 現在の銚子市の北部に位置する。
- 村は利根川の南岸に位置している。
- 村域は台地と平地が入り組む谷戸が多い地形になっている。

## 歴史
- 1889年（明治22年）4月1日 - 町村制施行に伴い、松本村、本城村、長塚村が合併して伊豆原村（いずはらむら）が発足。
- 1891年（明治24年）8月14日 - 伊豆原村が町制施行・改称して西銚子町となる。
- 1897年（明治30年）6月1日 - 総武鉄道の成東駅 - 銚子駅間の延伸に伴い松岸駅が開業。
- 1907年（明治40年）9月1日 - 総武鉄道が国有化。
- 1933年（昭和8年）2月11日 - 銚子町、本銚子町、豊浦村と合併し、銚子市が発足。同日西銚子町廃止。

| 1868年 以前 | 1868年 以前 | 明治22年 4月1日 | 明治24年 8月14日    | 昭和8年 2月11日 | 現在   |
| ----------- | ----------- | --------------- | ------------------- | --------------- | ------ |
|             | 松本村      | 伊豆原村        | 西銚子町に 町制改称 | 銚子市          | 銚子市 |
|             | 本城村      | 伊豆原村        | 西銚子町に 町制改称 | 銚子市          | 銚子市 |
|             | 長塚村      | 伊豆原村        | 西銚子町に 町制改称 | 銚子市          | 銚子市 |

## 人口・世帯

### 人口
総数 [単位： 人]
| 1891年（明治24年） | 3,319 |
| 1908年（明治41年） | 3,656 |
| 1920年（大正 9年） | 3,993 |

### 世帯
総数 [単位： 世帯]
| 1920年（大正 9年） | 749 |

## 交通

### 鉄道
- 日本国有鉄道（ → 東日本旅客鉄道）
  - ■総武本線
  - ■成田線
    - 松岸駅